# Bicellarina alderi
Bicellarina alderi is een mosdiertjessoort uit de familie van de Bugulidae. De wetenschappelijke naam van de soort is, als Bicellaria alderi, voor het eerst geldig gepubliceerd in 1859 door Busk.